# Лениногорец
«Лениногорец» — советский футбольный клуб из Лениногорска (Казахстан). Основан не ранее 1968 года.
В 1968—1970 годах играл в Классе «Б» первенства СССР, который в 1968—1969 годах являлся 3-м уровнем системы лиг, в 1970-м — 4-м.

## Достижения
- В первенстве СССР — 8-е место в зональном турнире класса «Б» (Д-3): 1968

## Известные тренеры
- Каминский, Станислав Францевич.

## Известные игроки
- Кузнецов, Евгений Иванович.